# Вардов
Вардов (нем. Wardow) — община в Германии, в земле Мекленбург — Передняя Померания. 
Входит в состав района Гюстров. Подчиняется управлению Лаге. Население составляет 1434 человек (2009); в 2003 г. - 1193. Занимает площадь 68,85 км².